# Augustin Chedaneau
Augustin Roland Jean André Faustin Chedaneau, né le 16 février 1760 aux Sables-d'Olonne et décédé le 17 août 1850 à Salles-de-Villefagnan, est un homme politique français.

## Biographie
La France devient une monarchie constitutionnelle en application de la constitution du 3 septembre 1791.
Le même mois, alors qu'il est administrateur de l'hôpital de Ruffec, Chedaneau est élu député du département de la Charente, le sixième sur neuf, à l'Assemblée nationale législative.
Il siège sur à gauche dans l’hémicycle. En février 1792, il vote en faveur de la mise en accusation de Bertrand de Molleville, le ministre de la Marine. En avril, il vote pour que les soldats du régiment de Châteauvieux, qui s'étaient mutinés lors de l'affaire de Nancy, soient admis aux honneurs de la séance. En août enfin, il vote en faveur de la mise en accusation du marquis de La Fayette.
La monarchie prend fin à l'issue de la journée du 10 août 1792 : les bataillons de fédérés bretons et marseillais et les habitants des faubourgs de Paris prennent d'assaut le palais des Tuileries. Louis XVI, destitué, et sa famille sont incarcérés à la tour du Temple.
En septembre, Chedaneau est réélu député de la Charente, le quatrième sur neuf, à la Convention nationale.
Lors du procès de Louis XVI, il vote la mort, rejette l'appel au peuple mais vote en faveur du sursis à l'exécution. En avril 1793, il vote contre la mise en accusation de Jean-Paul Marat. En mai de la même année, il vote cependant en faveur du rétablissement de la Commission des Douze.
Après la session conventionnelle, Chedaneau devient commissaire du Directoire, puis receveur en Charente. Il donne sa démission au moment du 18 brumaire et rentre ensuite dans la vie privée. Aux Cent-Jours, il accepte les fonctions de conseiller d'arrondissement qui lui sont retirées au moment de la Seconde Restauration.
Bien que non atteint par la loi contre les régicides de 1816, il part en exil à Brünn en Moravie, et ne revient en France que deux années plus tard.
Il meurt à l'âge de 90 ans en 1850.

## Source
- « Augustin Chedaneau », dans Adolphe Robert et Gaston Cougny, Dictionnaire des parlementaires français, Edgar Bourloton, 1889-1891 [détail de l’édition]